# Vingselina minor
Vingselina minor är en insektsart som beskrevs av Sjöstedt 1921. Vingselina minor ingår i släktet Vingselina och familjen torngräshoppor. Inga underarter finns listade i Catalogue of Life.